# 산본여객
산본여객은 경기도 군포시의 시내버스 업체이고 군포여객과 달리 군포시의 독자적 시내버스 운송 업체이다.

## 연혁
- 2020년 9월 23일 : 설립
- 2021년 6월 10일 : 시내버스 31번 개통
- 2021년 12월 28일 : 시내버스 32번 개통
- 2022년 4월 1일 : 시내버스 30번 개통
- 2023년 3월 1일 : '용남고속 출신 이종규 대표이사'가 산본여객의 지분 일부를 인수

## 운행 노선

### 도시형버스
- ● 30번 : 군포복합화물터미널 - 금정역
- ● 31번 : 부곡버스공영차고지 - 산본2동행정복지센터
- ● 32번 : 군포복합화물터미널 - 당정역 - 군포복합화물터미널

## 보유 차량

#### KGM커머셜
- 에디슨모터스 NEW E-화이버드 전기버스
- 에디슨모터스 스마트 110 천연가스버스

#### 스카이웰
- 스카이웰 HU-SKY

#### 본럭 버스
- BLK 일레누스 중형, 대형

#### 포톤 자동차
- 포톤 그린타운

#### 현대상용차
- 현대 일렉시티